# Macrocondyla setosa
Macrocondyla setosa är en tvåvingeart som beskrevs av Paramonov 1940. Macrocondyla setosa ingår i släktet Macrocondyla och familjen svävflugor. Inga underarter finns listade i Catalogue of Life.